# 井野亞季子
井野亞季子（1986年9月28日—），出生於日本東京都江戶川區，是日本女子排球運動員，身高168公分，體重60公斤，場上位置為自由人。

## 生涯簡介
井野在小學四年級時開始接觸排球。在成女學園中學完成初中課程後，升到誠英高等學校就讀，並在春季高校排球大賽及全國高校運動大會中上場。
畢業後加入V-Legaue球隊日立佐和Rivale，並在2005年的世青賽中日本女子青年隊中活躍起來。2005-06球季的V-Legaue聯賽中段，井野開始成為隊中的正選之一，憑著她正確且靈敏的接應能力而獲得同季的最佳接應獎。2006年的第55屆黑鷲旗錦標賽中，她成為了日立佐和獲得亞軍的功臣，自己也獲得最佳自由人獎。而在2006-07球季的V-Legaue聯賽，井野再次連莊獲得最佳接應獎。
2007年4月30日退出日立佐和，同年5月與法國RC康城俱樂部簽下兩年合約，並在8月末到法國報到。但在2009年5月球季結束後的去向則仍未明朗。
2006年首次加入日本女排，並在同年的世界排球錦標賽中首次為國家隊效力。2009年再次獲選登入日本女排集訓名單，5月更將她列入瑞士女排精英賽的日本女排18人名單，但是井野很快又主動請辭。
2009年6月8日正式回歸日本V-Legaue，加盟NEC紅火箭，並將在2009年度的V-Legaue聯賽中再度登場。
2010年正式再度入選日本女排大名單，並再次參與了同年舉行的女排世錦賽。

## 軼事
- 井野與大山加奈都是江戶川區出身，因此她們倆經常都是好朋友，並一同結伴出遊。

## 生涯及得獎經歷
- 生涯簡歷

平井南小學→成女學園中學→誠英高等學校→日立佐和Rivale（2005－2007年）→RC康城（2007－2009年）→NEC紅火箭（2009年6月起）
- 日本女排 - 2006年、2010年
- 國際賽事
  - 世錦賽 - 2006年、2010年
- 獲得獎項
  - 2006年、2007年 - V-Legaue最佳接應獎
  - 2006年 - 第55屆黑鷲旗錦標賽最佳自由人獎

## 外部連結
- NEC紅火箭官方網站（页面存档备份，存于）
- 井野亞季子個人官方網站
- 井野亞季子所屬經理人公司 - DELIGHT Corporation